# Jerzy Matysik
Jerzy Tadeusz Matysik (ur. 25 października 1929 w Rutkach, zm. 27 września 2012) – polski chemik, profesor nauk chemicznych.

## Życiorys
Studia ukończył w 1952 roku na Uniwersytecie Marii Curie-Skłodowskiej w Lublinie. Doktoryzował się w 1962 pracą pt.: Oscylograficzne i polarograficzne studia nad roztworami niektórych zawiązków organicznych NH
4NO
3·nNH
3. Następnie habilitował się w 1973 pracą pt.: Polarograficzne badania mechanizmów cyklicznych procesów elektrodowych z udziałem adsorpcji. W 1989 został profesorem, a w 1994 Otrzymał tytuł profesora zwyczajnego nauk chemicznych. Pracował na stanowisku kierownika w Zakładzie Chemii Analitycznej i Analizy Instrumentalnej na Wydziale Chemii Uniwersytetu Marii Curie-Skłodowskiej w Lublinie.

## Odznaczenia i wyróżnienia
- Srebrna Odznaka AZS[2]
- Odznaka Zasłużony Pracownik Morza, Złota[2]
- Złoty Krzyż Zasługi[2]
- Krzyż Kawalerski Orderu Odrodzenia Polski[2]
- Medal Komisji Edukacji Narodowej[2]